# Dimeria connivens
Dimeria connivens là một loài thực vật có hoa trong họ Hòa thảo. Loài này được Hack. mô tả khoa học lần đầu tiên năm 1889.